# IPX/SPX
IPX/SPX je označení rodiny síťových protokolů vyvinutých firmou Novell pro síťový operační systém Novell NetWare. Označení vychází ze dvou nejvýznamnějších protokolů rodiny – Internetwork Packet Exchange (IPX) a Sequenced Packet Exchange (SPX).

## Vlastnosti a použití
Protokoly IPX a SPX byly odvozeny z protokolů IDP a SPP ze sady protokolů Xerox Network Systems.
IPX je protokol síťové a transportní vrstvy podobající se svými vlastnostmi kombinaci protokolů IP a UDP. IPX je preferován aplikacemi klient–server; servery NetWare používají pro poskytování svých služeb protokol NCP pracující přímo nad IPX.
SPX je protokol transportní vrstvy používaný především aplikacemi třetích stran pro spolehlivý přenos dat mezi dvěma uzly, například pro počítačové hry. Svými vlastnostmi připomíná protokol TCP, na rozdíl od něj je však datagramově orientovaný.
Protokoly IPX/SPX byly navrženy pro místní sítě (sítě LAN) a jejich implementace byly v tomto prostředí efektivnější než TCP/IP (rozsahem vnitřní paměti obsazené ovladačem, dobou odezvy, rychlostí přenosu). Protokoly IPX/SPX dosáhly největší popularity koncem osmdesátých a v první polovině devadesátých let 20. století díky velkému podílu systémů NetWare na trhu v té době. Stanice v síti často používaly současně protokoly IPX/SPX pro přístup k serverům Netware a TCP/IP pro přístup k internetovým službám. Tato skutečnost spolu s faktem, že vlastnosti protokolu IPX nejsou vhodné pro rozsáhlé sítě, vedla k tomu, že Novell začal nabízet přístup ke svým serverům i pomocí protokolů TCP/IP.
V posledních letech 20. století používání IPX/SPX značně pokleslo, protože popularita Internetu vedla k masovému rozšíření rodiny protokolů TCP/IP. Nepříliš dobrá podpora v Microsoft Windows vedla posléze k postupnému poklesu používání serverů NetWare a tím téměř k vymizení protokolů IPX/SPX.